# São Pedro (Cap Verd)
São Pedro és una vila al sud-oest de l'illa de São Vicente a l'arxipèlag de Cap Verd. Està situada 10 kilòmetres al sud-oest de Mindelo. Vora la vila està l'antic aeroport de São Pedro, actualment aeroport Cesária Évora i el far de D. Amélia.